# Alemán coloneiro
Alemán coloneiro (ISO 639-3: gct; Colonia Tovar njemački), alemanski jezik kojim govore potomci njemačkih naseljenika u Venezueli koji su se 1843. iz područja Schwarzwalda (država Baden-Württemberg) naselili u državi Aragua. Glavno gradsko središte im je Colonia Tovar. Populacija iznosi 8 100 (2008), ali broj govornika nije poznat. Većina govornika bilingualna je u španjolskom.

## Vanjske poveznice
- Ethnologue (14th)
- Ethnologue (15th)